# Подвійне променезаломлення

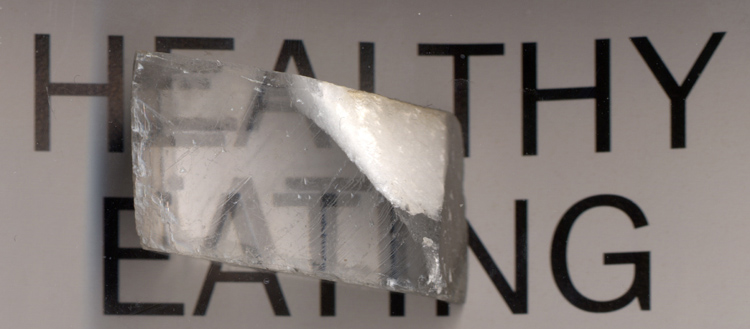
Подвоєння літер унаслідок подвійного променезаломлення кристалом кальциту

Двозаломлення в мінералах.

Подві́йне променезало́млення, двопроменезала́м, подві́йний променезала́м, бірефракція — явище поширення в анізотропному середовищі електромагнітних хвиль з однаковою частотою, але різною довжиною хвилі й швидкістю.
Подвійне променезаломлення зазвичай проявляється в розщепленні світлового променя на два на межі розділу ізотропного й анізотропного середовища. Саме цьому розщепленню явище завдячує своєю назвою.
Дві хвилі з різними довжинами мають також різну поляризацію.
Подвійне променезаломлення можна спостерігати й для матеріалів, ізотропних у звичайних умовах, якщо створити в них наведену анізотропію, наприклад, при одновісній деформації або в зовнішньому магнітному полі.

## Природа явища
Відгук середовища на електричну складову поля електромагнітної хвилі в анізотропному середовищі залежить від напрямку поля відносно головних осей середовища. В одновісному анізотропному середовищі існує лише один напрямок розповсюдження хвилі, для якого обидві поперечні поляризації відчувають однакову діелектричну проникність. Цей напрямок збігається з головною віссю середовища. Для всіх інших напрямків різні поляризації електромагнітної хвилі відчувають різну віддію, а отже, поширюються з різною швидкістю.

## Математична теорія
В анізотропних середовищах діелектрична проникність не є скалярною величиною. Вона залежить від напрямку електричного поля. Вектор електричної індукції {\displaystyle \mathbf {D} } зв'язаний з вектором напруженості електричного поля {\displaystyle \mathbf {E} } співвідношенням
{\displaystyle D_{i}=\sum _{j=1}^{3}\varepsilon _{ij}E_{j}},
де {\displaystyle \varepsilon _{ij}} — тензор діелектричної проникності.
Рівняння Максвела, що описують розповсюдження електромагнітної хвилі в середовищі зводяться до
{\displaystyle -{\text{rot}}\,{\text{rot}}\,\mathbf {E} ={\frac {1}{c^{2}}}{\frac {\partial ^{2}\mathbf {D} }{\partial t^{2}}}}
{\displaystyle {\text{div}}\,\mathbf {D} =0},
де c — швидкість світла в порожнечі.
Шукаючи розв'язок у вигляді
{\displaystyle \mathbf {E} =\mathbf {E} _{0}e^{i(\mathbf {k} \mathbf {r} -\omega t)}},
де {\displaystyle \mathbf {k} } — хвильовий вектор, а {\displaystyle \omega } — частота, отримуємо систему рівнянь для визначення хвильового вектора хвилі для заданої частоти.
{\displaystyle k^{2}\mathbf {E} _{0}-(\mathbf {k} \cdot \mathbf {E} _{0})\mathbf {k} ={\frac {\omega ^{2}}{c^{2}}}\varepsilon \cdot \mathbf {E} _{0}}.
{\displaystyle \mathbf {k} \cdot \varepsilon \cdot \mathbf {E} _{0}=0}.
У випадку ізотропного середовища, {\displaystyle \varepsilon } — скаляр, {\displaystyle \mathbf {k} \cdot \mathbf {E} _{0}=0} (електромагнітні хвилі поперечні), а закон дисперсії набирає простої форми {\displaystyle k^{2}=\varepsilon \omega ^{2}/c^{2}}, при якій довжина хвилі не залежить від напрямку розповсюдження.
У випадку одновісного середовища
{\displaystyle \varepsilon =\left[{\begin{matrix}\varepsilon _{\perp }&0&0\\0&\varepsilon _{\perp }&0\\0&0&\varepsilon _{\parallel }\end{matrix}}\right]}
В такому випадку закон дисперсії записується у вигляді
{\displaystyle \left({\frac {k^{2}}{\varepsilon _{\perp }}}-{\frac {\omega ^{2}}{c^{2}}}\right)\left({\frac {k_{x}^{2}+k_{y}^{2}}{\varepsilon _{\parallel }}}+{\frac {k_{z}^{2}}{\varepsilon _{\perp }}}-{\frac {\omega ^{2}}{c^{2}}}\right)=0}.
В середовищі можуть розповсюджуватися дві хвилі з різними законами дисперсії.
Хвиля з ізотропним законом дисперсії {\displaystyle k^{2}=\varepsilon _{\perp }\omega ^{2}/c^{2}} називається звичайною.
Для іншої хвилі довжина залежить від напрямку розповсюдження, а закон дисперсії має вигляд
{\displaystyle {\frac {k_{x}^{2}+k_{y}^{2}}{\varepsilon _{\parallel }}}+{\frac {k_{z}^{2}}{\varepsilon _{\perp }}}={\frac {\omega ^{2}}{c^{2}}}}.
Ця хвиля називається незвичайною.
Аналогічний аналіз можна провести для двовісних кристалів.

## Bibliography
- M. Born and E. Wolf, 2002, Principles of Optics, 7th Ed., Cambridge University Press, 1999 (reprinted with corrections, 2002).
- A. Fresnel, 1827, "Mémoire sur la double réfraction", Mémoires de l'Académie Royale des Sciences de l'Institut de France, vol. VII (for 1824, printed 1827), pp. 45–176; reprinted as "Second mémoire..." in Fresnel, 1866–70, vol. 2, pp. 479–596; translated by A.W. Hobson as "Memoir on double refraction", in R. Taylor (ed.), Scientific Memoirs, vol. V (London: Taylor & Francis, 1852), pp. 238–333. (Cited page numbers are from the translation.)
- A. Fresnel (ed.  H. de Sénarmont, E. Verdet, and L. Fresnel), 1866–70, Oeuvres complètes d'Augustin Fresnel (3 volumes), Paris: Imprimerie Impériale; vol. 1 (1866), vol. 2 (1868), vol. 3 (1870).

## Інтернет-ресурси
- Stress Analysis Apparatus (based on Birefringence theory)[недоступне посилання з 01.10.2023]
- Video of stress birefringence in Polymethylmethacrylate (PMMA or Plexiglas).
- Artist Austine Wood Comarow employs birefringence to create kinetic figurative images.
- Merrifield, Michael. Birefringence. Sixty Symbols. Brady Haran for the University of Nottingham.
- The Birefringence of Thin Ice (Tom Wagner, photographer)